# Malva arborea
Malva arborea là một loài thực vật có hoa trong họ Cẩm quỳ. Loài này được (L.) Webb & Berthel. mô tả khoa học đầu tiên năm 1836.